# Зодіак

Зодіакальні таблиці. Апокаліптичний рукопис XV сторіччя

Зодіа́к (грец. ζῳδιακός κύκλος — тваринне коло) — пояс на небі, яким рухаються Сонце, Місяць і планети. Зодіак простягається приблизно на 8° на північ і південь від екліптики, яка є видимим шляхом Сонця через небесну сферу протягом року.
У західній астрології зодіак поділяється на дванадцять знаків зодіаку: Овен, Телець, Близнята, Рак, Лев, Діва, Терези, Скорпіон, Стрілець, Козоріг, Водолій і Риби. Кожен астрологічний знак займає 30° небесної довготи і приблизно відповідає однойменним астрономічним сузір’ям. Однак дати перебування Сонця в цих сузір'ях, визначені в давнину, за останні дві тисячі років змістились приблизно на місяць через прецесію рівнодення так що, наприклад, астрологічний знак Рака найчастіше мають люди, народжені, коли Сонце перебувало в сузір'ї Близнят, знак Близнят — народжені, коли Сонце перебувало в сузір'ї Тельця тощо. Екліптика також перетинає границі сузір'я Змієносець, яке, однак, в давні часи не включалося в зодіак. Сузір'я Кита й Оріона не перетинаються екліптикою, але перебувають достатньо близько від неї, щоб Місяць і планети могли іноді в них заходити і таким чином теж можуть включатися в зодіак.  
Поділ екліптики на 12 рівних знаків зодіаку виник у вавилонській астрономії в 1-му тисячолітті до н.е. Звідти у II ст. до н.е. він був запозичений у грецьку астрономію. В сучасній астрономії продовжує вживатись екліптична система координат, в якій за основу береться площина екліптики (середина зодіаку).

## Назва
Слово «зодіак» походить від давньогрецького ζῳδιακός κύκλος (zōdiakòs kýklos), що означає «тваринне коло», або точніше «цикл/коло маленьких тваринок». Слово ζῴδιον (zōdion) є зменшувальним від ζῷον (zōon) - «тварина». Назва відображає велику кількість тварин та інших міфологічних істот серед дванадцяти знаків.

## Історія
Виділення Зодіаку як кола небесної сфери, вздовж якого відбувається видимий рух Місяця, Сонця і планет, відбулось у Вавилоні. Перша згадка про зодіакальний пояс у письмових джерелах Вавилона є в серії клинописних табличок «Мул Апін» (MUL.APIN — сузір'я Плуга), датованих початком VII століття до н. е.: тексти містять перелік 18 сузір'їв на «шляху Місяця» і вказано, що Сонце і п'ять планет пересуваються цим же шляхом, а також виділяється група при-екваторіальних (відповідно, близьких до екліптики) зір. У VII—VI століттях до н. е. згадується поділ зодіакальної зони на 36 ділянок по 10° (так звані деканати, декани або фаси).
Поділ зодіаку на 12 рівних частин по 30° відбувся, імовірно, на початку V століття до н. е., коли 10°-ні ділянки були згруповані по три — на цей період припадають згадки зодіакальних гороскопів; у вавилонських астрономічних «щоденниках» 12 зодіакальних сузір'їв згадуються з кінця V — початку IV століть до н. е.
Поділ зодіаку на 36—12 ділянок був зумовлений шістдесятковою системою числення Вавилону. Коло поділялося на 360 частин (градусів), що приблизно відповідало кількості днів у році. Зодіакальна вавилонська система служила також і системою небесних координат: екліптичні довготи світил відраховувались в межах зодіакальної ділянки від його західної межі на схід.

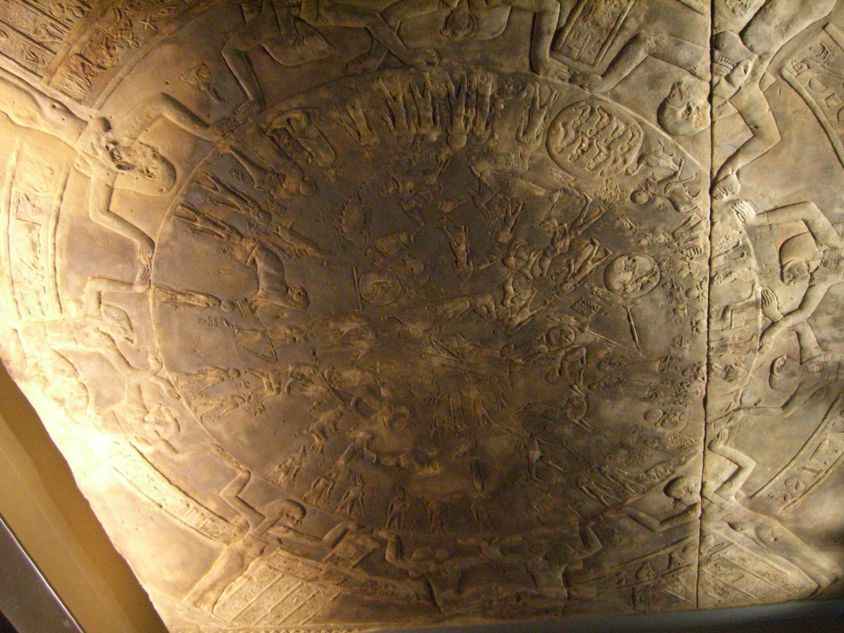
Дендерський зодіак у Луврі

Декадна система з 10°-ми ділянками була сприйнята єгипетською астрономією, причому кожній ділянці — декаді — було відповідно призначено деканальні божества (в грецькому варіанті — «декани»). В елліністичному Єгипті користувались комбінованою системою — прикладом чого є так званий Дендерський зодіак (1 ст. до н. е.) — барельеф, котрий розташовувався на стелі одного із приміщень храму богині Хатхор у Дендері, де кожен із дванадцяти зодіакальних секторів розбито на три декани.
Грецька астрономія перейняла зодіакальну систему вавилонян у варіанті з поділом на 12 однакових частин. Перша згадка зодіаку в грецьких джерелах пов'язана з Евдоксом Кнідським — основоположником давньогрецької теоретичної астрономії (середина IV ст. до н. е.) Було виділено окрему групу з 12 сузір'їв, кожне з яких позначалося окремим знаком. Назви знаків і сузір'їв у ті часи збігалися. Знаками зодіаку позначали також місяці.
Давні греки пов'язували знаки зодіаку з міфами: Овен — золоторунний баран, що ніс Фрікса й Геллу, Телець — бик, який викрав Європу, Близнята — Діоскури, Лев — Немейський лев, Стрілець — Кентавр, Рак — рак, що хотів допомогти Лернейській гідрі, коли на неї напав Геракл тощо.

## Види Зодіаку
- тропічний
За часів Гіппарха точка весняного рівнодення розташовувалася у сузір'ї Овна і знак цього сузір'я  застосовується для позначення точки весняного рівнодення і досі, хоча за дві тисячі років внаслідок прецесії вона змістилася у сусіднє сузір'я Риб. Перські астрологи середини I тис. н. е. та арабські астрологи наступних століть використовували тропічний Зодіак, що підтверджується збереженими десятками арабських гороскопів на інгресію Сонця в знак Овна: ці інгресії збігалися з датами весняних рівнодень. Саме цей Зодіак використовується західними астрологами і дотепер.
- сидеричний — відлік координат прив'язаний до визначених зірок, відповідно, до сузір'їв.
Власне сидеричний Зодіак використовується в індійській астрології, маючи кілька варіантів.

Внаслідок явища випередження рівнодень тропічне зодіакальне коло зміщується не лише на фоні нерухомих зодіакальних сузір'їв, а й щодо сидеричного зодіакального кола, або, аналогічно, сидеричний та тропічний зодіаки дуже повільно зміщуються один щодо іншого. Раз на понад дві тисячі років інший знак сидеричного зодіаку персікається з 0°Овна тропічного, що початкує зміну астрологічної ери (наприклад, закінчення ери Риб та настання ери Водолія).

## Знаки Зодіаку
Традиційно Знаки Зодіаку згруповані за різними ознаками:
- трипліцитети стихій: вогняний (Овен, Лев, Стрілець), повітряний (Близнята, Терези, Водолій), земний (Телець, Діва, Козоріг) та водяний (Рак, Скорпіон, Риби);
- чоловічі (вогняні та повітряні) і жіночі (земні та водяні);
- кардинальні: Овен — знак весняного рівнодення, Терези — осіннього, Рак — знак літнього сонцестояння, Козоріг — зимового. Ці знаки Зодіаку названі кардинальними (поворотними, або кутовими), оскільки із «входженням» до них Сонця відбуваються зміни у співвідношенні тривалості дня і ночі, тобто зміна пори року.
- фіксовані (або нерухомі): Телець, Лев, Скорпіон, Водолій; ці знаки наступні за кардинальними;
- мутабельні (або перехідні): Близнята, Діва, Стрілець, Риби; ці знаки наступні за фіксованими, завершують пору року.

## Зодіакальні сузір'я
|                                        |  |  |
| Пам'ятна монета НБУ присвячена зодіаку |  |  |

Знаки Зодіаку не є тотожним терміном до зодіакальних сузір'їв.
До зодіакальних сузір'їв належать Овен, Телець, Близнята, Рак, Лев, Діва, Терези, Скорпіон, Стрілець, Козоріг, Водолій, Риби.
Важливо розрізняти знаки зодіаку від сузір'їв, пов'язаних з ними, але не тільки через віддалення їх один від одного з причини прецесії рівнодень, а ще й тому, що сузір'я різноманітні за формою та розміром і займають різну ширину екліптики. Наприклад, сузір'я Діви займає в п'ять разів більше екліптичної довготи, ніж сузір'я Скорпіона. Знаки зодіаку, з іншого боку, абстраговані від сузір'їв, і становлять рівно одну дванадцяту частину від повного кола кожен, тобто 30°-ий сектор, або ж шлях, пройдений Сонцем приблизно за 30,4 днів.
Межі нинішніх сузір'їв було визначено 1930 року Міжнародним астрономічним союзом. Власне екліптика проходить через ще одне (тринадцяте) сузір'я — Змієносця — розташоване між Скорпіоном і Стрільцем, на що також вказано в Альмагесті Птолемея. Сонце проходить через сузір'я Змієносця в період 30 листопада — 17 грудня. До знаків зодіаку, відповідно до традиційних астрологічних шкіл, сузір'я Змієносець не належить.

## Таблиця дат
У наступній таблиці порівнюються дати періодів (за Григоріанським календарем), коли Сонце входить
- до знаку тропічного зодіаку (тропічна астрологія)
- до знаку сидеричного зодіаку (станом на 2011 р., індійська астрологія)
- до сузір'я з такою ж назвою, як у знака, враховуючи межі сузір'ів, визначені 1930 року Міжнародним астрономічним союзом.

| Знак зодіаку | Знак зодіаку | Знак зодіаку             | Знак зодіаку                                | Сузір'я    | Сузір'я                     | Сузір'я                | Сузір'я                    |
| назва        | символ       | тропічний зодіак         | сидеричний зодіак (Джйотиша)                | назва      | перебування Сонця у сузір'ї | тривалість перебування | найяскравіша зірка сузір'я |
| ------------ | ------------ | ------------------------ | ------------------------------------------- | ---------- | --------------------------- | ---------------------- | -------------------------- |
| Овен         | Aries        | 21 березня — 20 квітня   | Меша (Aries) 14 квітня — 15 травня          | Овен       | 19 квітня — 14 травня       | 25.5 доби              | Гамаль                     |
| Телець       | Taurus       | 21 квітня — 21 травня    | Врішабха (Taurus) 15 травня — 15 червня     | Телець     | 14 травня — 21 червня       | 38.2 доби              | Альдебаран                 |
| Близнята     | Gemini       | 22 травня — 21 червня    | Майтхуна (Gemini) 15 червня — 17 липня      | Близнята   | 21 червня −21 липня         | 29.3 доби              | Поллукс                    |
| Рак          | Cancer       | 22 червня — 22 липня     | Карка (Cancer) 17 липня — 17 серпня         | Рак        | 21 липня — 11 серпня        | 21.1 доби              | Альтарф                    |
| Лев          | Leo          | 23 липня — 22 серпня     | Сімха (Leo) 17 серпня — 17 вересня          | Лев        | 11 серпня — 17 вересня      | 36.9 доби              | Регул                      |
| Діва         | Virgo        | 23 серпня — 23 вересня   | Канья (Virgo) 17 вересня — 17 жовтня        | Діва       | 17 вересня — 31 жовтня      | 44.5 доби              | Спіка                      |
| Терези       | Libra        | 24 вересня — 23 жовтня   | Тула (Libra) 17 жовтня — 16 листопада       | Терези     | 31 жовтня — 21 листопада    | 21.1 доби              | Зубен Ельшемалі            |
| Скорпіон     | Scorpio      | 24 жовтня — 22 листопада | Врішчіка (Scorpio) 16 листопада — 16 грудня | Скорпіон   | 21 листопада — 30 листопада | 8.4 доби               | Антарес                    |
| -            | Ophiuchus    | -                        | -                                           | Змієносець | 30 листопада — 18 грудня    | 18.4 доби              | Рас Альхаг                 |
| Стрілець     | Sagittarius  | 23 листопада — 21 грудня | Дхану (Sagittarius) 16 грудня — 14 січня    | Стрілець   | 18 грудня — 21 січня        | 33.6 доби              | Каус Австраліс             |
| Козоріг      | Capricornus  | 22 грудня — 20 січня     | Макара (Capricorn) 14 січня — 13 лютого     | Козоріг    | 21 січня — 17 лютого        | 27.4 доби              | Шедді                      |
| Водолій      | Aquarius     | 21 січня — 19 лютого     | Кумбха (Aquarius) 13 лютого — 15 березня    | Водолій    | 17 лютого — 13 березня      | 23.9 доби              | Садалсууд                  |
| Риби         | Pisces       | 20 лютого — 20 березня   | Міна (Pisces) 15 березня — 14 квітня        | Риби       | 13 березня — 19 квітня      | 37.7 доби              | Альфарг                    |

## Unicode
У Unicode символи знаків зодіаку закодовані в блоці «Miscellaneous Symbols». Їх можна змусити виглядати як текст, додавши U+FE0E, або як емодзі, додавши U+FE0F:
| Unicode character                    | text | emoji |
| ------------------------------------ | ---- | ----- |
| U+2648 ♈ ARIES (HTML &#9800;)       | ♈︎   | ♈️    |
| U+2649 ♉ TAURUS (HTML &#9801;)      | ♉︎   | ♉️    |
| U+264A ♊ GEMINI (HTML &#9802;)      | ♊︎   | ♊️    |
| U+264B ♋ CANCER (HTML &#9803;)      | ♋︎   | ♋️    |
| U+264C ♌ LEO (HTML &#9804;)         | ♌︎   | ♌️    |
| U+264D ♍ VIRGO (HTML &#9805;)       | ♍︎   | ♍️    |
| U+264E ♎ LIBRA (HTML &#9806;)       | ♎︎   | ♎️    |
| U+264F ♏ SCORPIUS (HTML &#9807;)    | ♏︎   | ♏️    |
| U+2650 ♐ SAGITTARIUS (HTML &#9808;) | ♐︎   | ♐️    |
| U+2651 ♑ CAPRICORN (HTML &#9809;)   | ♑︎   | ♑️    |
| U+2652 ♒ AQUARIUS (HTML &#9810;)    | ♒︎   | ♒️    |
| U+2653 ♓ PISCES (HTML &#9811;)      | ♓︎   | ♓️    |
| U+26CE ⛎ OPHIUCHUS (HTML &#9934;)   | ⛎︎   | ⛎️    |